# Futebol Clube Paços de Ferreira 2015-2016
Questa voce raccoglie le informazioni riguardanti il Paços de Ferreira nelle competizioni ufficiali della stagione 2015-2016.

## Rosa
| N. |                       | Ruolo | Calciatore     |
| -- | --------------------- | ----- | -------------- |
| 1  | Brasile (bandiera)    | P     | Rafael Defendi |
| 2  | Portogallo (bandiera) | D     | Marco Baixinho |
| 4  | Portogallo (bandiera) | C     | Romeu          |
| 5  | Portogallo (bandiera) | D     | Hélder Lopes   |
| 6  | Portogallo (bandiera) | D     | Fábio Cardoso  |
| 7  | Brasile (bandiera)    | A     | Roniel         |
| 8  | Brasile (bandiera)    | C     | Christian      |
| 9  | Guinea (bandiera)     | A     | Cícero         |
| 10 | Portogallo (bandiera) | C     | Minhoca        |
| 11 | Portogallo (bandiera) | A     | Bruno Moreira  |
| 12 | Brasile (bandiera)    | A     | Paraiba        |
| 13 | Portogallo (bandiera) | D     | João Góis      |
| 14 | Capo Verde (bandiera) | C     | Ponck          |

| N. |                       | Ruolo | Calciatore       |
| -- | --------------------- | ----- | ---------------- |
| 16 | Ghana (bandiera)      | A     | Barnes Osei      |
| 18 | Portogallo (bandiera) | C     | Diogo Jota       |
| 19 | Capo Verde (bandiera) | D     | Ricardo          |
| 20 | Portogallo (bandiera) | C     | Andrezinho       |
| 22 | Portogallo (bandiera) | D     | Miguel Vieira    |
| 23 | Portogallo (bandiera) | D     | Paulo Henrique   |
| 25 | Portogallo (bandiera) | C     | Pelé             |
| 27 | Brasile (bandiera)    | C     | Rodrigo António  |
| 47 | Portogallo (bandiera) | C     | Fábio Martins    |
| 50 | Portogallo (bandiera) | P     | Marco Sousa      |
| 81 | Portogallo (bandiera) | C     | Manuel José      |
| 86 | Portogallo (bandiera) | P     | Mário Felgueiras |
| 94 | Brasile (bandiera)    | D     | Bruno            |